# Juan Fuentes
Pour les articles homonymes, voir Fuentes.
Fuentes  Angullo est un nom espagnol. Le premier nom de famille, en général paternel, est Fuentes ; le second, en général maternel, souvent omis, est Angullo.
Juan Manuel Fuentes Angullo (né le 7 avril 1977 à Sydney en Australie) est un coureur cycliste espagnol, professionnel de 2002 à 2005. Il a remporté le Grand Prix de l'industrie et de l'artisanat de Larciano et le GP Llodio en 2003 avec l'équipe Saeco.

## Palmarès

### Palmarès amateur
- 1998
  - 2e du Tour de la Bidassoa
- 1999
  - Classement général de la Cinturón a Mallorca
  - 3e de la Clásica Memorial Txuma
- 2000
  - 2e de la Santikutz Klasika
- 2001
  - Tour d'Alicante :
    - Classement général
    - 4e étape

  - Bizkaiko Bira (es) :
    - Classement général
    - 1re étape

  - Tour de Zamora
  - Prueba San Juan
  - Premio San Pedro
  - Klasika Lemoiz
  - 2e de la San Martín Proba
  - 2e du Tour de Tenerife
  - 3e du Mémorial Rodríguez Inguanzo
  - 3e de la Subida a Altzo

### Palmarès professionnel
- 2003
  - Grand Prix de l'industrie et de l'artisanat de Larciano
  - GP Llodio

## Résultats sur les grands tours

### Tour d'Espagne
4 participations
- 2002 : 79e
- 2003 : 121e
- 2004 : 81e
- 2005 : 55e